# Waltraud Nowarra
Waltraud Nowarra (geborene Waltraud Schameitat; * 14. November 1940 in Köslin; † 27. Oktober 2007 in Dresden) war eine deutsche Schachspielerin. In den 1950er und 1960er Jahren gehörte sie zu den führenden Spielerinnen der DDR. 

## Leben
Waltraud Nowarra wuchs nach dem Zweiten Weltkrieg in Cottbus auf und erlernte das Schachspiel mit elf Jahren. Nach ihrem Studium in Halle heiratete sie und zog nach Dresden, wo sie bis zuletzt lebte. In ihrer Schachlaufbahn spielte sie für die Vereine SC Chemie Halle, BSG Post Dresden und bei BSG Lokomotive Dresden. Zwischen 1958 und 1969 gewann Nowarra siebenmal die DDR-Einzelmeisterschaften der Damen. 1966 war sie beim Zonenturnier in Warna siegreich. 
Für die Nationalmannschaft der DDR spielte sie zwischen 1963 und 1972 auf vier Schacholympiaden der Frauen. 1963 in Split und 1966 in Oberhausen gewann sie mit dem Team jeweils die Bronzemedaille, bei ihrer ersten Olympiade erzielte sie zudem das drittbeste Ergebnis am zweiten Brett. In der deutschen Frauenbundesliga spielte sie von 1991 bis 1993 für den Post SV Dresden.
Als Seniorin spielte sie 2002 bei der vierten Europäischen Senioren-Mannschaftsmeisterschaft in Dresden.
Waltraud Nowarra erhielt 1966 von der FIDE den Titel eines Internationalen Meisters der Frauen.
Nowarras letzte Elo-Zahl betrug 2187, ihre höchste Elo-Zahl von 2220 erreichte sie im Januar 1990.
Nowarra verstarb 2007 in Dresden und wurde auf dem dortigen Heidefriedhof beigesetzt.